# سد جيبيا
يقع سد جيبيا في منطقة جيبيا في ولاية كاتسينا شمال نيجيريا. وهو سد ترابي مزود بطبقة غشاء جيوتقنية عازلة، يبلغ ارتفاعه 23.5 مترًا وطوله الإجمالي 3,660 مترًا، وتبلغ سعته التخزينية 142 مليون متر مكعب. تم تصميم السد عام 1987 واكتمل بناؤه في عام 1989، وقد أُنشئ لدعم الري وتوفير المياه.
تتميز منطقة السد بطابع شبه صحراوي، باستثناء موسم الأمطار. حيث يتدفق نهر غادا لمدة تقارب أربعة أشهر فقط في السنة، وتبلغ مساحة حوض الصرف عند سد جيبيا أكثر من 400 كيلومتر مربع. ونظرًا للطبيعة الرملية الفضفاضة للتربة السطحية، تم استخدام بطانة مرنة غير منفذة يمكنها التكيف مع أي استقرار أو تشوه في جسم السد.
أظهرت تقييمات أجريت على السد في عام 2004 أن حالته كانت "جيدة"، ولكن تم الإشارة إلى أن أجهزة القياس لم تُستخدم منذ عام 1994 بسبب نقص تدريب المشغلين.
وبحلول عام 2007، لم يكن السد يُستخدم للري بسبب نقص الوقود اللازم لتشغيل المضخات. يتدفق نهر غادا من نيجيريا إلى النيجر ثم يعود مرة أخرى إلى نيجيريا. في السابق، كان النهر يجف لمدة ثمانية أشهر في السنة، أما الآن فقد أصبح التدفق منظّمًا على مدار العام، مما ساهم في تحسين إمدادات المياه في النيجر.